# José Ufarte
José Armando Ufarte Ventoso, plus connu comme José Ufarte, né le 17 mai 1941 à Pontevedra (Galice, Espagne), est un footballeur international espagnol reconverti en entraîneur. Il possédait aussi la nationalité brésilienne.

## Biographie

### Clubs
Ses parents émigrent au Brésil en 1954. Après avoir joué dans les catégories inférieures du Flamengo, il débute en équipe première en 1958.
En 1961, il rejoint le club de Corinthians avec qui il remporte deux titres en 1961 et 1963.
En 1964, il revient en Espagne pour signer avec l'Atlético de Madrid. Il débute en championnat d'Espagne le 13 septembre face au Real Betis. Ufarte reste pendant dix saisons à l'Atlético (246 matchs, 25 buts marqués). Avec l'Atlético, il remporte trois championnats d'Espagne et deux Coupes d'Espagne.
En 1974, il est recruté par le Racing de Santander qui joue en D2. Lors de sa première saison, le Racing monte en première division. Au terme de sa deuxième saison, il met un terme à sa carrière de joueur en 1976. Avec le Racing il joue 55 matchs et marque 10 buts.

### Équipe nationale
José Ufarte débute en équipe d'Espagne en mai 1965 lorsqu'il est convoqué par José Villalonga pour un match de qualification pour la Coupe du monde de 1966 contre l'Irlande. 
Il participe à la Coupe du monde de 1966 avec la sélection espagnole. Lors du mondial, il dispute un match contre l'équipe d'Argentine.
Ufarte joue en tout 12 matchs avec la sélection espagnole, inscrivant 2 buts.

### Entraîneur
Au terme de sa carrière de joueur, José Ufarte s'incorpore au staff de l'Atlético de Madrid pour s'occuper des équipes de jeunes. En 1985, il entraîne l'équipe réserve.
En 1988, après le limogeage de César Luis Menotti, il prend les rênes de l'Atlético pendant trois matchs, jusqu'à l'arrivée d'Antonio Briones.
José Ufarte dirige ensuite le Racing de Santander pendant deux saisons (1988-1990), puis le CP Mérida.
En 1997, il s'incorpore au staff de la Fédération espagnole de football. Il entraîne les équipes d'Espagne des moins de 16 ans, des moins de 19 ans et des moins de 21 ans.
À partir de 2004, il est l'assistant du sélectionneur Luis Aragonés avec qui il remporte l'Euro 2008.

## Palmarès
Avec l'Atlético de Madrid :
- Champion d'Espagne en 1966, 1970 et 1973
- Vainqueur de la Coupe d'Espagne en 1965 et 1972

Avec Flamengo :
- Vainqueur du Championnat Carioca en 1961
- Vainqueur du Tournoi Rio-São Paulo en 1963